# تیر چاووش
تیر چاووش یا چاوش (به ترکی استانبولی: Çavuş oku) یک نوع تیر هست که به تیر صوت زن نیز مشهور است، این نوع تیر به علت وجود حفره‌هایی در نوک تیر هنگام پرتاب از خود صدای صوت ایجاد می‌کند همچنین دارای سرعت بیشتری است،

## تاریخچه ساخت
اولین بار این تیر توسط مته خان، که از پادشاهان هون‌های آسیایی بود ساخته شده و استفاده گردید، او از این این تیرها به منظور آموزش نیروهای خود استفاده می‌کرد، یعنی تیر را پرتاب می‌کرد و از سربازان خود می‌خواست تا به سمت هدف خواسته شده تیر پرتاب کنند